# Парламентские выборы в Великобритании (1922)
Парламентские выборы в Великобритании 1922 года прошли в среду 15 ноября и стали тридцать первыми парламентскими выборами в истории Великобритании и вторыми после Четвёртой парламентской реформы 1918 года. Победителем стала правящая Консервативная партия во главе с действующим премьер-министром Эндрю Бонаром Лоу, которая получила абсолютное большинство над Лейбористской партией во главе с Дж. Р. Клайнсом и разделённой Либеральной партией.
По итогам выборов 1922 года Либеральная партия перешла в статус третьей партии, а второй силой парламента и основным конкурентом консерваторов стала Лейбористская партия.
Впервые с момента подписания Акта о Союзе 1800 года выборы в британский парламент не проводились в Южной Ирландии из-за подписания англо-ирландского договора 6 декабря 1921 года, по которому ровно через год, 6 декабря 1922 года, Южная Ирландия должна была отделиться от Соединённого Королевства как доминион под названием Ирландское Свободное государство. Это сократило размер Палаты общин почти на сто мест по сравнению с предыдущими выборами.

## Политическая ситуация

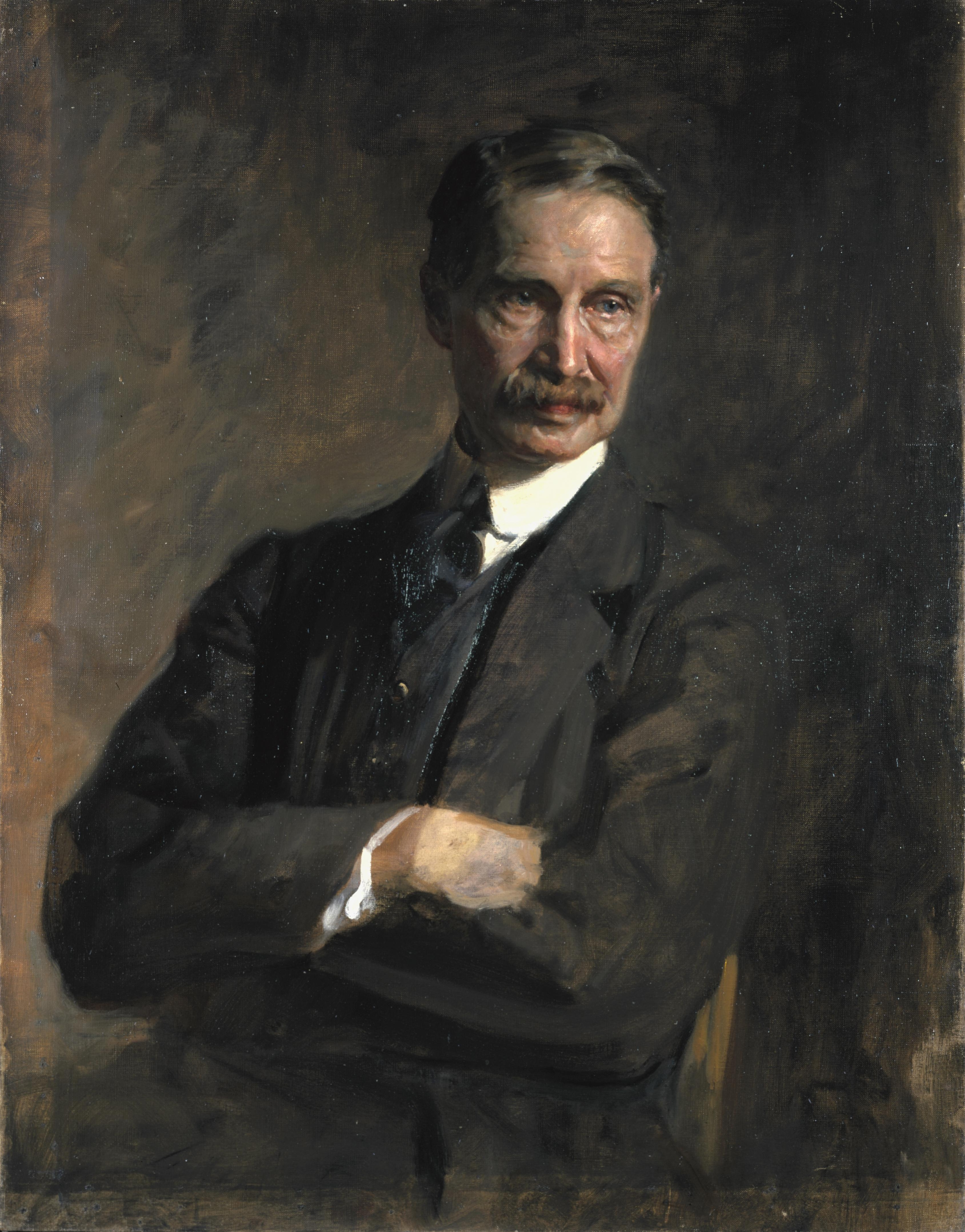
Портрет Эндрю Бонара Лоу работы Джеймса Гатри (1924).

После смещения Г. Г. Асквита с поста премьер-министра в декабре 1916 года Либеральная партия разделилась на две фракции, одна из которых по прежнему поддерживала Асквита, сохранившего пост партийного лидера, а вторая поддержала нового премьер-министра, Дэвида Ллойд Джорджа. С тех пор и до октября 1922 года консерваторы были в коалиции с фракцией Ллойд Джорджа, которая позже отделилась от Либеральной партии, образовав Национал-либеральную партию. 1 апреля 1921 года Эндрю Бонар Лоу из-за плохого здоровья был вынужден уйти в отставку с занимаемых постов. Новым лордом-хранителем Малой печати, лидером Консервативной партии и лидером Палаты общин стал Остин Чемберлен, ранее канцлер казначейства. Уход Лоу ослабил сторонников жёсткой линии в кабинете министров, которые выступали против переговоров с Ирландской республиканской армией, что уже тем же летом привело к окончанию англо-ирландской войны и заключению англо-ирландского договора.
Тем временем внутри коалиции нарастали противоречия. К 1921—1922 годам она оказалась втянутой в атмосферу моральной и финансовой коррупции (например, продажа пэрства и дворянства). Помимо недавнего англо-ирландского договора и шагов либерального госсекретаря по делам Индии Эдвина Монтегю в сторону большего самоуправления для Индии, которые вызвали недовольство среди рядовых консерваторов, готовность правительства вмешаться в борьбу против большевистского режима в России также вызывала вопросы не соответствуя, как многим казалось, новым, более пацифистским, настроениям в обществе. Резкий спад экономики в 1921 году и волна забастовок в угольной промышленности и на железных дорогах также усилили непопулярность правительства, как и очевидный провал Генуэзской конференции, которая закончилась сближением Веймарской Германии и Советской России. Другими словами, Ллойд Джордж из полезного союзника Консервативной партии постепенно превращался в обузу.
Ллойд Джордж, лорд-канцлер Биркенхед и министр по делам колоний Уинстон Черчилль (всё ещё не пользующийся доверием многих консерваторов) хотели применить вооружённую силу против Турции (Чанакский кризис), но были вынуждены отступить, когда их поддержали только Новая Зеландия и Ньюфаундленд, а не Канада, Австралия и Южно-Африканский Союз; Лоу опубликовал в The Times статью в поддержку правительства, но заявил при этом, что Великобритания не может «действовать как полицейский для мира».
В результате в Консервативной партии вверх взяли противники коалиции, возглавляемые с Бонаром Лоу и президентом Совета по торговле Стэнли Болдуином, которые утверждали, что участие в коалиции наносит ущерб партии. 23 октября 1922 года на встрече в Карлтон-клубе консервативные заднескамеечники во главе с Болдуином и под влиянием недавних дополнительных выборов в Ньюпорте, на которых победу над либералами одержал консерватор, проголосовали за разрыв коалиции с Ллойдом Джорджем и участие в следующих выборах независимо от национал-либералов. В результате коалиция распалась, Остин Чемберлен ушёл с поста лидера партии, Ллойд Джордж покинул пост премьер-министра, а Лоу занял обе должности, сформировав консервативное правительство большинства.
Хотя бывший премьер-министр Асквит всё ещё был лидером Либеральной партии, смог вернуться в Палату общин в 1920 году и часто выступал с публичными выступлениями, он больше не был особенно влиятельной фигурой в национальных политических дебатах и не сыграл никакой роли в падении коалиции Ллойда Джорджа. Главную роль на политической сцене в то время играли Лоу и Ллойд Джордж. Дочь Асквита Вайолет Бонэм-Картер, видный агитатор Либеральной партии, сравнила выборы 1922 года с соревнованием между человеком, страдающим сонной болезнью (Бонар Лоу), и человеком, страдающим пляской святого Витта (Ллойд Джордж).
Многие ведущие консерваторы (например, бывшие лидеры Артур Бальфур и Остин Чемберлен, а также бывший лорд-канцлер лорд Биркенхед) не были членами нового кабинета министров, который Биркенхед презрительно называл «Вторыми одиннадцатью». Хотя коалиционных консерваторов, выступавших за сохранение коалиции, насчитывалось не более тридцати человек, они надеялись сохранить баланс сил после выборов и доминировать над любым будущим коалиционным правительством (в то время часто проводились сравнения с группой пилитов аналогичного размера, которые разойдясь с большинством в Консервативной партии в конце концов присоединились к Либеральной партии и контролировали коалиционное правительство 1852—1855 годов).
Парламент был немедленно распущен, и последовали всеобщие выборы. Помимо двух консервативных фракций, Лейбористская партия впервые боролась как крупная национальная партия и действительно стала главной оппозицией после выборов; либералы все еще были разделены на фракции Асквита и Ллойд Джорджа. Несмотря на разрыв коалиции многие национал-либералы Ллойд Джорджа баллотировались не имея конкуренции со стороны консерваторов (включая Черчилля, который всё же потерпел поражение в Данди).

## Партийные платформы
Консервативная партия выступала за преемственность. В предвыборной речи Бонара Лоу говорилось:

Вопиющая потребность нации в этот момент … заключается в том, чтобы у нас были спокойствие и стабильность как дома, так и за рубежом, чтобы дать свободу инициативе и предприимчивости наших собственных граждан, поскольку именно таким образом, гораздо больше, чем посредством любых действий правительства, мы можем надеяться оправиться от экономических и социальных последствий войны.
Оригинальный текст (англ.)The crying need of the nation have this moment … Is that we should have tranquility and stability both at home and abroad so that the free scope should be given to the initiative and enterprise of our own citizens, for it is in that way, far more than by any action of the Government that we can hope to recover from the economic and social results of the war.
— Craig, F. W. S., ed. (1970), British General Election Manifestos, 1900–1966.
Лейбористская партия предлагала национализировать шахты и железные дороги, ввести налог на финансовый капитал и пересмотреть мирные договоры, обещая лучшее жильё, более высокую заработную плату и повышение уровня жизни рабочих.

## Результаты
|        |                                   |                                   |                                   |            |        |         |       |       |
| Партия | Партия                            | Лидер                             | Кандидаты                         | Голоса     | Голоса | Голоса  | Места | Места |
| Партия | Партия                            | Лидер                             | Кандидаты                         | Голоса     | %      | ± п. п. | Места | ±     |
|        | Консерваторы                      | Бонар Лоу                         | 482                               | 5 294 465  | 38,51  | ▼ 0,17  | 344   | ▼ 33  |
|        | Лейбористы                        | Джон Клайнс                       | 414                               | 4 076 665  | 29,65  | ▲ 8,86  | 142   | ▲ 85  |
|        | Либералы                          | Г. Г. Асквит                      | 334                               | 2 601 486  | 18,92  | ▲ 5,94  | 62    | ▲ 26  |
|        | Национал-либералы                 | Дэвид Ллойд Джордж                | 155                               | 1 355 366  | 9,86   | ▼ 2,77  | 53    | ▼ 74  |
|        | Независимые консерваторы          |                                   | 20                                | 116 861    | 0,85   | ▲ 0,42  | 3     | ▲ 2   |
|        | Североирландские националисты     | Джозеф Девлин                     | 3                                 | 45 027     | 0,33   | новая   | 2     | ▲ 2   |
|        | Коммунисты                        | Альберт Инкпин                    | 4                                 | 30 684     | 0,22   | ▲ 0,14  | 1     | ▲ 1   |
|        | Независимые лейбористы            | Оуэн Томас                        | 1                                 | 18 419     | 0,13   | ▼ 1,00  | 1     | ▲ 1   |
|        | Конституционалисты                | Джордж Джарретт                   | 1                                 | 16 662     | 0,12   | новая   | 1     | ▲ 1   |
|        | Шотландские прогибиционисты       | Эдвин Скримджер                   | 1                                 | 16 289     | 0,12   | ▲ 0,07  | 1     | ▲ 1   |
|        | Независимые либералы              |                                   | 3                                 | 13 197     | 0,10   | ▼ 0,10  | 1     | ▬     |
|        | Ирландские националисты           | Т. П. О’Коннор                    | 2                                 | 12 614     | 0,09   | новая   | 1     | ▲ 1   |
|        | Фермеры                           | Гарри Герман                      | 4                                 | 21 510     | 0,16   | ▼ 0,03  | 0     | ▬     |
|        | Независимые юнионисты             | Эдмунд Лофтус Макнахтен           | 1                                 | 9 861      | 0,07   | новая   | 0     | ▬     |
|        | Независимые коммунисты            | Джон Маклин                       | 1                                 | 4 027      | 0,03   | новая   | 0     | ▬     |
|        | Антипарламентские коммунисты      | Гай Алдред                        | 1                                 | 470        | < 0,01 | новая   | 0     | ▬     |
|        | Независимые                       |                                   | 15                                | 114 697    | 0,83   | ▼ 0,18  | 3     | ▲ 1   |
|        | Всего                             | Всего                             | 1441                              | 13 748 300 | 100    | ▬       | 615   | ▼ 92  |
|        | Избирателей зарегистрировано/Явка | Избирателей зарегистрировано/Явка | Избирателей зарегистрировано/Явка | 20 874 456 | 72,64  | ▲ 15,65 |       |       |

Голоса (%)
| Голоса избирателей | Голоса избирателей | Голоса избирателей | Голоса избирателей | Голоса избирателей |
| ------------------ | ------------------ | ------------------ | ------------------ | ------------------ |
| Консерваторы       |                    |                    | 38.51 %            |                    |
| Лейбористы         |                    |                    | 29.65 %            |                    |
| Либералы           |                    |                    | 18.92 %            |                    |
| Национал-либералы  |                    |                    | 9.86 %             |                    |
| Другие             |                    |                    | 3.06 %             |                    |

Места
| Места в парламенте (%) | Места в парламенте (%) | Места в парламенте (%) | Места в парламенте (%) | Места в парламенте (%) |
| ---------------------- | ---------------------- | ---------------------- | ---------------------- | ---------------------- |
| Консерваторы           |                        |                        | 55.93 %                |                        |
| Лейбористы             |                        |                        | 23.09 %                |                        |
| Либералы               |                        |                        | 10.08 %                |                        |
| Национал-либералы      |                        |                        | 8.62 %                 |                        |
| Другие                 |                        |                        | 2.28 %                 |                        |

### Результаты выборов в Шотландии

Результат выборов 1922 года в Шотландии
Лейбористы
Либералы
Юнионистская партия (Шотландия)
Национал-либералы
Коммунисты
Шотландская прогибиционистская партия.

В Палате общин Великобритании Шотландию представляли в общей сложности 74 депутата. Из них 71 избирался в территориальных округах, включавших 32 избирательных округа бургов и 38 избирательных округов графств. В территориальных округах использовалась система относительного большинства с одним победителем. Также был многомандатный университетский избирательный округ Объединённые шотландские университеты, в котором избирали 3 членов парламента с использованием системы единого передаваемого голоса. Поскольку избиратели в университетском округе голосовали по другой системе, и в дополнение к их территориальному голосованию, результаты составляются отдельно.
Выборы принесли значительные успехи Лейбористской партии, которая по их итогам стала крупнейшей партией в Шотландии. Напротив, консерваторы (представленные в Шотландии как Юнионистская партия) и национал-либералы (бывшие коалиционные либералы) понесли тяжёлые потери, потеряв более половины своих мест. Большинство избранных депутатов-лейбористов включили в свои манифесты поддержку шотландского самоуправления. Частично успех лейбористов был обусловлен изменением политического расклада среди шотландских католиков ирландского происхождения, которые до обретения Ирландией независимости голосовали за либералов из-за их поддержки ирландского самоуправления. Несмотря на уход части избирателей к лейбористам, обе либеральные партии получили в общей сложности 39,2% голосов шотландцев.
В Шотландии были избраны в парламент сразу два лидера общенациональных партий: глава консерваторов Бонар Лоу в Центральном Глазго и лидер либералов Асквит в Пейсли. А вот один из лидеров национал-либералов Уинстон Черчилль проиграл, заняв в Данди лишь 4-е место и уступив лидеру шотландских прогибиционистов Эдвину Скримджеру и левому лейбористу Эдмунду Дене Морелю, журналисту и пацифисту. Сам Черчилль одной из причин поражения объявил ограниченное женское избирательное право, введённое в соответствии с Актом о народном представительстве 1918 года. По его словам: «Значительное расширение избирательного права в корне изменило политический характер Данди… и огромное количество очень бедных женщин и работниц фабрик устремились на избирательные участки в течение последних двух часов голосования». После Четвёртой парламентской реформы большинство избирателей в Данди составляли женщины, и это было расценено более поздними наблюдателями как фактор, способствовавший поражению Черчилля.
В объединённом университетском округе безальтернативно были избраны два юниониста и либерал. Также места в Палате общин от Шотландии смогли получить две малые партии: Шотландская партия сухого закона в Данди и Коммунистическая партия в Мотеруэлле (первым коммунистом-депутатом британского парламента стал литератор и экономист Уолтон Ньюболд).
| Партия | Партия                                 | Лидер              | Голоса    | Голоса | Голоса  | Места | Места |
| Партия | Партия                                 | Лидер              | Голоса    | %      | +/-     | Места | +/-   |
| ------ | -------------------------------------- | ------------------ | --------- | ------ | ------- | ----- | ----- |
|        | Лейбористская партия                   | Джон Клайнс        | 501 254   | 31,94  | ▲ 8,35  | 29    | ▲ 26  |
|        | Либеральная партия                     | Г. Г. Асквит       | 328 649   | 20,94  | ▲ 6,39  | 15    | ▲ 7   |
|        | Юнионистская партия                    | Бонар Лоу          | 379 396   | 24,18  | ▼ 5,69  | 13    | ▼ 15  |
|        | Национал-либеральная партия            | Дэвид Ллойд Джордж | 288 529   | 18,39  | '▼ 1,24 | 12    | ▼ 13  |
|        | Шотландская прогибиционистская партия  | Эдвин Скримджер    | 16 289    | 1,04   | ▲ 0,58  | 1     | ▲ 1   |
|        | Коммунистическая партия Великобритании | Альберт Инкпин     | 31 300    | 1,53   | новая   | 1     | ▲ 1   |
|        | Другие                                 |                    | 31 300    | 1,99   | н/д     | 0     | ▬     |
| Всего  | Всего                                  | Всего              | 1 569 361 | 100    |         | 71    | ▲ 1   |

| Народное голосование (%) | Народное голосование (%) | Народное голосование (%) | Народное голосование (%) | Народное голосование (%) |
| ------------------------ | ------------------------ | ------------------------ | ------------------------ | ------------------------ |
| Лейбористы               |                          |                          | 31.94 %                  |                          |
| Юнионисты                |                          |                          | 24.18 %                  |                          |
| Либералы                 |                          |                          | 20.94 %                  |                          |
| Национал-либералы        |                          |                          | 18.39 %                  |                          |
| Другие                   |                          |                          | 4.55 %                   |                          |

| Места в Палате общин от Шотландии (%) | Места в Палате общин от Шотландии (%) | Места в Палате общин от Шотландии (%) | Места в Палате общин от Шотландии (%) | Места в Палате общин от Шотландии (%) |
| ------------------------------------- | ------------------------------------- | ------------------------------------- | ------------------------------------- | ------------------------------------- |
| Лейбористы                            |                                       |                                       | 39.19 %                               |                                       |
| Либералы                              |                                       |                                       | 21.62 %                               |                                       |
| Юнионисты                             |                                       |                                       | 20.27 %                               |                                       |
| Национал-либералы                     |                                       |                                       | 16.22 %                               |                                       |
| Другие                                |                                       |                                       | 2.70 %                                |                                       |

### Результаты выборов в Северной Ирландии
Выборы в британскую Палату общин 1922 года в Северной Ирландии прошли в десяти избирательных округах, семи одномандатных с избранием по системе системе относительного большинства с одним победителем и трёх двухмандатных по системе множественного блочного голосования. Голосование проводилось только в двух округах, 10 депутатов из 13, все от ольстерских юнионистов, были избраны безальтернативно.
Это были первые выборы, проведённые после принятия Четвёртого акта о самоуправлении Ирландии 1920 года, который сократил количество мест в Палате общин Великобритании от Северной Ирландии с 30 до 13. Это были также первые выборы, проведённые после принятия Англо-ирландского договора, по которому Ирландское Свободное государство отделилось от Соединённого Королевства с 6 декабря 1922 года, через несколько недель после проведения выборов.
После первых выборов в Палату общин Северной Ирландии в мае 1921 года в центр внимания в политике Северной Ирландии оказался Парламент Северной Ирландии. Лидеры трёх крупнейших североирландских партий предпочли избраться в североирландский парламент, а не в британский.
Ольстерская юнионистская партия, созданная в 1905 году как североирландское отделение Ирландскиеого юнионистского альянса, после раздела Ирландии стала правящей партией Северной Ирландии и являлясь ею с 1921 по 1972 год. Вплоть до 2005 года она доминировала на североирландской политической сцене и неизменно получала большинство мест на всех выборах в Северной Ирландии. Сохраняя независимость от консерваторов в британской Палате общин ольстерские юнионисты действовали как часть Консервативной партии.
Ирландская Националистическая партия была создана в 1918 году как преемница Ирландской парламентской партии, потерпевшей крупное поражение на предыдущих выборах.
Ведущая партия ирландских националистов Шинн Фейн на предыдущих выборах 1918 года получила три места в Северной Ирландии. В выборах 1922 года она не участвовала, так как с июня 1922 года в Ирландском Свободном государстве шла ирландской гражданской войны, которая разделила партию на сторонников и противников англо-ирландского договора (вскоре образовавших отдельные партии).
| Партия | Партия                  | Лидер         | Кандидаты | Голоса  | Голоса | Голоса | Места | Места |
| Партия | Партия                  | Лидер         | Кандидаты | Голоса  | %      | +/-    | Места | +/-   |
| ------ | ----------------------- | ------------- | --------- | ------- | ------ | ------ | ----- | ----- |
|        | Ольстерские юнионисты   | Джеймс Крейг  | 13        | 69 357  | 57,20  | новая  | 11    | ▲ 11  |
|        | Ирландские националисты | Джозеф Девлин | 2         | 42 026  | 34,66  | новая  | 2     | ▲ 2   |
|        | Независимые             |               | 1         | 9 861   | 8,13   | новая  | 0     | ▬     |
| Всего  | Всего                   | Всего         | 16        | 121 244 | 100    |        | 13    | ▼ 17  |

| Народное голосование (%) | Народное голосование (%) | Народное голосование (%) | Народное голосование (%) | Народное голосование (%) |
| ------------------------ | ------------------------ | ------------------------ | ------------------------ | ------------------------ |
| Ольстерские юнионисты    |                          |                          | 57.20 %                  |                          |
| Ирландские националисты  |                          |                          | 34.66 %                  |                          |
| Независимые              |                          |                          | 8.13 %                   |                          |

| Места в Палате общин от Северной Ирландии (%) | Места в Палате общин от Северной Ирландии (%) | Места в Палате общин от Северной Ирландии (%) | Места в Палате общин от Северной Ирландии (%) | Места в Палате общин от Северной Ирландии (%) |
| --------------------------------------------- | --------------------------------------------- | --------------------------------------------- | --------------------------------------------- | --------------------------------------------- |
| Ольстерские юнионисты                         |                                               |                                               | 84.62 %                                       |                                               |
| Ирландские националисты                       |                                               |                                               | 15.38 %                                       |                                               |

## После выборов
Выборы 1922 года оказались успешными для Консервативной и Лейбористской партий. Консерваторы, впервые с 1886 года, выступавшие на выборах в одиночку, смогли получить абсолютное большинство мест в Палате общин и сохранили статус сильнейшей партии страны. Выборы 1922 года стали первыми на которых лейбористы превзошли по голосам и местам обе либеральные партии, став второй после консерваторов политической силой парламента. Для лейбористов эти выборы также примечательны тем, что на них впервые депутатом был избран будущий премьер-министр Клемент Эттли. Для разделённой Либеральной партии итоги выборы оказались в целом неудачными: впервые с момента создания партии она оказалась лишь третьей в парламенте.
Несмотря на успех на выборах, ни один из лидеров двух основных партий не смог долго наслаждаться своими достижениями. Не прошло и месяца после выборов как Клайнс потерпел поражение в борьбе за лидерство в Лейбористской партии от бывшего лидера Рамси Макдональда. Бонар Лоу продержался на посту премьер-министра всего чуть более семи месяцев, прежде чем был вынужден уйти в отставку из-за неизлечимой болезни, после чего его преемником на посту лидера партии и премьер-министра стал Стэнли Болдуин. В результате Бонар Лоу стал самым недолго проработавшим премьер-министром Великобритании в XX веке. Парламент был распущен 26 октября; Бонар Лоу умер четыре дня спустя.
Некоторые кандидаты от либералов выступали за воссоединение Либеральной партии, в то время как другие, формально примкнув к одной из групп, одновременно поддерживали и Асквита, и Ллойд Джорджа. Источники не могут прийти к единому мнению о точных цифрах, и даже в официальных документах обеих групп некоторые депутаты были заявлены от обеих сторон. По одной из оценок, в 29 округах либералы противостояли друг другу. Считается, что это стоило им по меньшей мере 14 мест, 10 из которых заняли лейбористы, так что теоретически воссоединённая Либеральная партия имела шансы обойти Лейбористскую партию с точки зрения мест. Однако в действительности обе фракции были в плохих отношениях, и Ллойд Джордж всё ещё надеялся на возобновление коалиции с консерваторами.

### Комментарии
1. 1 2 3  Приведённые здесь данные о количестве мест Либеральной партии включают спикера Палаты общин.
2. 1 2 3 4  Преемник коалиционных либералов[англ.].
3. ↑  Создана на базе Британской социалистической партии.
4. ↑  Явка избирателей с учётом только округов, в которых проводилось голосование (18 927 762 избирателей). Безальтернативные выборы состоялись в 57 округах, в которых проживало 1 946 694 избирателя и в которых были избраны 42 консерватора, 6 либерала, по 4 лейбориста и национал-либерала и 1 депутат от ирландских националистов. См. UK Election Results и Election Statistics: UK 1918-2007.
5. ↑  Один из бургов, Данди, в парламенте представляли два депутата.
6. ↑  В таблице указаны результаты только территориальных округов.
7. ↑  Голоса в избирательных округах, использующих систему блочного голосования, учитываются как 0,5, поскольку каждый избиратель в этом округе имел один голос на одно место.